# SLWT
SLWT или Torped 47 (англ. Saab’s Lightweight Torpedo) — лёгкая торпеда производства Швеции, предназначенная для противолодочной обороны и борьбы с надводными целями, обеспечивающая активное/пассивное самонаведение по нескольким целям в сочетании с наведением по проводам, стоит на вооружении с 2022 года. Разработана и производится компанией Saab Dynamics в качестве замены торпеды предыдущего поколения Torped 45.

## Устройство и особенности работы
Торпеда была разработана для ВМС Швеции и оснащена как пассивной, так и активной системами самонаведения в комбинации с управлением по проводам (аналогично предыдущим поколениям торпед), с использованием электрического, либо, позднее, оптического провода. Управление по проводу осуществляется на начальном этапе пуска торпеды, а при подходе к цели включается в работу гидроакустическая система самонаведения.
Torped 47 специально разработана для борьбы с подводными лодками и надводными кораблями в условиях малых глубин и сложного рельефа берега и дна, в которых особенно важны обнаружение и опознание целей, а также надёжность навигации торпеды и связи с ней. По сравнению с действующими в открытом море торпедами система наведения Torped 47 работает на более высокой частоте, а разрешающая способность увеличена за счёт снижения дальности работы.

## Носители
Торпеда SLWT может запускаться с различных носителей, включая стационарное размещение, надводные корабли и подводные лодки, вертолёты и самолёты, такие как Saab Swordfish MPA
В ВМС Финляндии торпедой вооружат корветы класса Hamina и новый корвет класса Pohjanmaa

## Будущие операторы
- ВМС Швеции — планируется размещение Torped 47 на корветах типа «Висбю», на шведских подводных лодках[8], на вертолётах типа 14F.
- ВМС Финляндии — подписан контракт о поставке торпед SLWT ВМС Финляндии в рамках программы Squadron 2020[9].
- ВМС Украины ?[10][11]

## Дальнейшее развитие
В 2025—2027 годах планируется производство версии Torped 472, которая получит улучшенные средства управления и целеуказания. В 2030—2032 годах будет создана третья версия — Torped 473, которая получит аккумулятор нового типа и функционал «анти-торпедной торпеды».